# Jesogammarus koreaensis
Jesogammarus koreaensis is een vlokreeftensoort uit de familie van de Anisogammaridae. De wetenschappelijke naam van de soort is voor het eerst geldig gepubliceerd in 1990 door Lee & Seo.